# 第3師団 (日本軍)

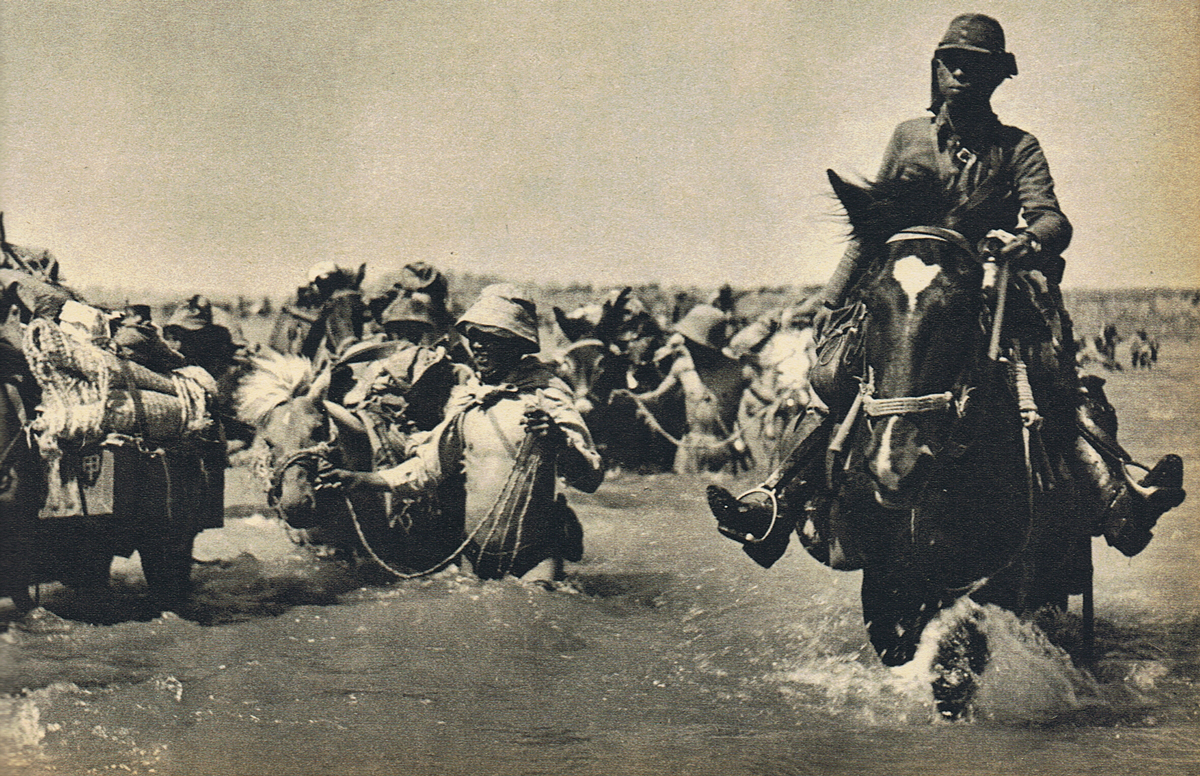
ベイヘ川を渡る第三師団　1940年

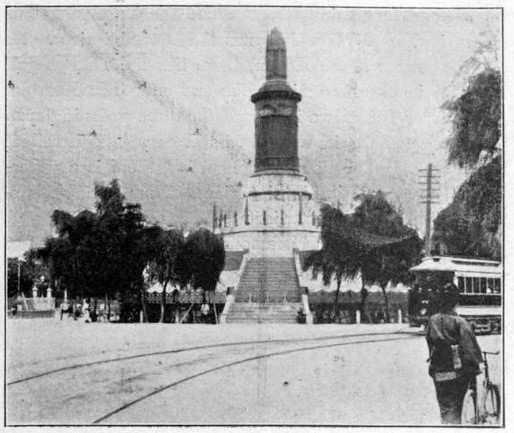
日清戦争戦没した第三師団第一軍の慰霊記念碑。1900年に名古屋栄の広小路に建てられたが、のちに日泰寺へ移築された。塔は砲弾を模し、柵は戦利品の銃砲。

第3師団（だいさんしだん）は、大日本帝国陸軍の師団のひとつ。
名古屋方面出身者から構成される師団で、その前身は1873年（明治6年）1月に設置された名古屋鎮台。1888年（明治21年）全国に6個あった鎮台が師団へ改編される中、第3師団へと名前を変えた。200個を数える陸軍師団の中でも最古の師団の一つである。

## 日清・日露戦争・大陸戦線
日清戦争では、朝鮮に上陸して平壌攻略、海城・牛荘の戦いに参加。日露戦争では、南山会戦、遼陽会戦（隷下の歩兵第34連隊第1大隊の活躍が著名。橘周太参照。）、沙河会戦、奉天会戦に参加した。
1912年（大正元年）11月30日に第3師団軍楽隊を名古屋市南外堀町に設置した。1918年6月7日、兵器部が事務を開始した。
1913年（大正2年）11月13日から17日、名古屋周辺で行われた陸軍特別大演習に参加した。
シベリア出兵では、ザバイカル方面で革命軍と交戦、チェコ軍団の救援にあたり、山東出兵に参加。
1930年（昭和5年）6月30日、静岡県内を行幸していた昭和天皇が、野戦重砲兵第2連隊を視察。同年11月26日、北伊豆地震の発生に伴い三島に駐屯する野戦重砲兵第2連隊、野戦重砲兵第3連隊が救援活動に出動。名古屋からも工兵2個中隊、救護班などが出動。
1934年（昭和9年）に満洲駐剳を命ぜられ4月に渡満、約2年間満洲に駐屯し、1936年（昭和11年）に帰国した。

## 日中戦争
満洲から帰国した翌年の1937年（昭和12年）7月に日中戦争が勃発、第3師団は第11師団とともに上海の在留邦人救援という名目で編成された上海派遣軍の指揮下に入り、8月23日上海郊外の呉淞に上陸（第二次上海事変）、呉淞の中国軍の抵抗は激しく、第9師団・第13師団・第101師団・重藤支隊の増派と、更には第10軍の増援を仰ぐものの中国軍を撃破、続いて南京攻略に参加した。
1938年（昭和13年）2月14日には、新たに編成された中支那派遣軍戦闘序列に編入されて徐州会戦に参戦、同年8月22日には第2軍戦闘序列に編入、武漢作戦を戦った。同年12月9日には第11軍戦闘序列に編入され、その後戦線が膠着して多くの師団が占領地の警備を新設師団に委ねて復員するなか第3師団は華中方面に駐屯し続けた。
太平洋戦争開戦後も第11軍隷下華中に在り、この方面で行われたさまざまな作戦に参戦した。1944年（昭和19年）には大陸打通作戦第二段の湘桂作戦に参戦して広西省に進攻、9月6日に零陵飛行場を、11月4日には桂林第1飛行場を占領し、11月4日に柳城・柳州北岸を攻略、一時貴州省まで進出し12月2日には八塞を占領した。作戦終了後は第11軍司令部の置かれた柳州の南側の南寧方面の警備を担当、なお西側の宜山方面は第13師団、北東側の桂林方面は第58師団が担当した。
1945年（昭和20年）になると戦局の変化から広西省方面の日本軍は撤退を開始、4月18日に第13師団と共に支那派遣軍直轄師団となり南寧の警備を第58師団に譲って上海方面に向けて移動中に鎮江で終戦を迎えた。

## 歴代師団長
- 黒川通軌 中将：1888年（明治21年）5月14日 - 1891年（明治24年）6月1日
- 桂太郎 中将：1891年（明治24年）6月1日 - 1896年（明治29年）6月2日
- 長谷川好道 中将：1896年（明治29年）6月6日 - 1898年（明治31年）1月14日
- 児玉源太郎 中将：1898年（明治31年）1月14日 - 1898年（明治31年）2月26日
- 大島義昌 中将：1898年（明治31年）2月26日 - 1905年（明治38年）10月18日
- 松永正敏 中将：1905年（明治38年）10月18日 - 1906年（明治39年）7月6日
- 大久保春野 中将：1906年（明治39年）7月6日 - 1908年（明治41年）12月21日
- 渡辺章 中将：1908年（明治41年）12月21日 - 1913年（大正2年）3月1日
- 上原勇作 中将：1913年（大正2年）3月1日 - 1913年（大正2年）6月9日
- 岡市之助 中将：1913年（大正2年）6月9日 - 1914年（大正3年）4月16日
- 仙波太郎 中将：1914年（大正3年）4月17日 - 1915年（大正4年）2月15日
- 大庭二郎 中将：1915年（大正4年）2月15日 - 1919年（大正8年）11月25日
- 菊池慎之助 中将：1919年（大正8年）11月25日 - 1921年（大正10年）5月5日
- 武藤信義 中将：1921年（大正10年）5月5日 - 1921年（大正11年）11月24日
- 浜面又助 中将：1922年（大正11年）11月24日 - 1923年（大正12年）3月10日
- 井上幾太郎 中将：1923年（大正12年）3月10日 - 1926年（大正15年）7月28日
- 安満欽一 中将：1926年（大正15年）7月28日 - 1929年（昭和4年）8月1日
- 小泉六一 中将：1929年（昭和4年）8月1日 - 1930年（昭和5年）8月1日
- 坂部十寸穂 中将：1930年（昭和5年）8月1日 - 1930年（昭和5年）11月7日
- 川島義之 中将：1930年（昭和5年）11月7日 - 1932年（昭和7年）1月9日
- 若山善太郎 中将：1932年（昭和7年）1月9日 - 1935年（昭和10年）3月15日
- 岩越恒一 中将：1935年（昭和10年）3月15日 - 1936年（昭和11年）3月23日
- 伊東政喜 中将：1936年（昭和11年）3月23日 - 1937年（昭和12年）8月2日
- 藤田進 中将：1937年（昭和12年）8月2日 - 1939年（昭和14年）10月14日
- 山脇正隆 中将：1939年（昭和14年）10月14日 - 1940年（昭和15年）9月28日
- 豊島房太郎 中将：1940年（昭和15年）9月28日 - 1941年（昭和16年）12月24日
- 高橋多賀二 中将：1941年（昭和16年）12月24日 - 1943年（昭和18年）3月25日
- 山本三男 中将：1943年（昭和18年）3月25日 - 1945年（昭和20年）3月1日
- 辰巳栄一 中将：1945年（昭和20年）3月1日 - 終戦

## 歴代参謀長
- 阪元純熈 歩兵大佐：1888年（明治21年）5月14日[6] - 1889年3月12日[7]
- 立見尚文 歩兵大佐：1889年（明治22年）3月12日 - 1889年9月11日[8]
- 井上光 歩兵大佐：1889年（明治22年）9月11日[9] - 不詳
- （臨時心得）木越安綱 歩兵中佐：1894年（明治27年）7月31日[10] - 1894年11月16日[11]
- 木越安綱 歩兵大佐：1894年（明治27年）11月16日 - 1897年10月8日[11]
- 仙波太郎 歩兵大佐：1897年（明治30年）10月11日 - 1899年8月12日[12]
- 島村干雄 歩兵大佐：1899年（明治32年）8月12日[13] - 1904年8月15日[14]
- 山田忠三郎 歩兵大佐：1904年（明治37年）8月17日[15] - 1905年7月18日[12]
- 山梨半造 歩兵中佐：1905年（明治38年）7月18日 - 1905年12月20日[16]
- 福田雅太郎 歩兵中佐：1905年（明治38年）12月20日 - 1907年1月12日[17]
- 西川虎次郎 歩兵中佐：1907年（明治40年）1月12日 - 1913年3月4日[18]
- 尾藤知勝 歩兵大佐：1913年（大正2年）3月4日 - 1916年3月10日[19]
- 神頭勝弥 歩兵大佐：1916年（大正5年）3月10日 - 1917年5月2日[20]
- 高橋於兎丸 歩兵大佐：1917年（大正6年）5月2日 - 1918年7月24日[21]
- 奥村拓治 歩兵大佐：1918年（大正7年）7月24日 - 1921年7月20日[22]
- 篠田次助 歩兵大佐：1921年（大正10年）7月20日 - 1923年8月6日[23]
- 秦真次 歩兵大佐：1923年（大正12年）8月6日[24] - 1923年11月7日[25]
- 工藤豪吉 歩兵大佐：1923年（大正12年）11月7日 - 1927年1月19日[26]
- 倉岡直熊 砲兵大佐：1927年（昭和2年）1月19日 - 1928年8月10日[27]
- 谷寿夫 歩兵大佐：1928年（昭和3年）8月10日 - 1929年8月1日[28]
- 山田健三 歩兵大佐：1929年（昭和4年）8月1日 - 1931年3月11日[29]
- 犬塚博 砲兵大佐：1931年（昭和6年）3月11日 - 1932年10月15日死去[30]
- 佐藤正三郎 歩兵大佐：1932年（昭和7年）10月26日[31] - 1935年8月1日[32]
- 樋口季一郎 歩兵大佐：1935年（昭和10年）8月1日 - 1937年3月1日[33]
- 田尻利雄 歩兵大佐：1937年（昭和12年）3月1日 - 1938年7月15日[34]
- 斎藤正鋭 歩兵大佐：1938年（昭和13年）7月15日- 1939年3月9日[35]
- 遠藤新一 歩兵大佐：1939年（昭和14年）3月9日 - 1939年11月21日[36]
- 樋口敬七郎 歩兵大佐：1939年（昭和14年）11月21日 - 1941年2月5日[37]
- 山本清衛 大佐：1941年（昭和16年）2月5日 - 1943年1月18日[38]
- 村岡弘 中佐：1943年（昭和18年）1月18日 - 1943年8月25日[39]
- 福山寛邦 大佐：1943年（昭和18年）8月25日[40] - 1944年12月21日[41]
- 有馬純雄 大佐：1944年（昭和19年）12月21日[41] - 終戦[42]

## 編制
鎮台が改編され師団が創設された際の明治21年5月12日勅令第31号と、1937年（昭和12年）の日中戦争勃発前の陸軍常備団隊配備表によると、第3師団は次のように配備されていた。また1941年（昭和16年）には歩兵第18連隊を第29師団に転用し三単位編制に改編された（括弧内の地名は衛戍地）。
師団創設時
1888年（明治21年）
- 師団司令部（名古屋）
- 歩兵第5旅団（名古屋）
  - 歩兵第6連隊（名古屋）
  - 歩兵第18連隊（豊橋）
- 歩兵第6旅団（金沢）
  - 歩兵第7連隊（金沢）
  - 歩兵第19連隊（名古屋）
- 騎兵第3大隊（名古屋）
- 砲兵第3大隊（名古屋）
- 工兵第3大隊（名古屋）
- 輜重兵第3大隊（名古屋）

日中戦争勃発前
1937年（昭和12年）
- 師団司令部（名古屋）
- 歩兵第5旅団（名古屋）
  - 歩兵第6連隊（名古屋）
  - 歩兵第68連隊（岐阜）
- 歩兵第29旅団（静岡）
  - 歩兵第18連隊（豊橋）
  - 歩兵第34連隊（静岡）
- 騎兵第4旅団（豊橋）
  - 騎兵第3連隊（守山）
  - 騎兵第25連隊（豊橋）
  - 騎兵第26連隊（豊橋）
- 野戦重砲兵第1旅団（三島）
  - 野戦重砲兵第2連隊（三島）
  - 野戦重砲兵第3連隊（三島）
  - 野砲兵第3連隊（名古屋）
- 高射砲第1連隊（浜松）
- 飛行第1連隊（岐阜）
- 飛行第2連隊（岐阜）
- 飛行第7連隊（豊橋）
- 工兵第3連隊（豊橋）
- 輜重兵第3連隊（名古屋）

終戦時
1945年（昭和20年）
- 師団司令部（名古屋）：辰巳栄一中将
- 歩兵第6連隊（名古屋）：松山良政大佐
- 歩兵第34連隊（静岡）：井上金土大佐
- 歩兵第68連隊（岐阜）：川崎貞弐大佐
- 騎兵第3連隊（守山）：伊藤鉄雄少佐
- 野砲兵第3連隊（名古屋）：河合征中佐
- 工兵第3連隊（豊橋）：田中益太郎大佐
- 第3師団通信隊：伊藤新平大尉
- 第3師団兵器勤務隊：出口清一大尉
- 第3師団衛生隊：山本角太郎中佐
- 第3師団野戦病院：福留英二軍医少佐
- 第3師団病馬廠：原博獣医少佐

## その他
明治9年（1876年）に、岐阜県内に砲兵演習場を開設した。これは後に陸軍の飛行場となり、第二次世界大戦後は進駐軍、駐留米軍の基地を経て、航空自衛隊の岐阜基地となっている。